# Lijst van nucleaire installaties in Nederland

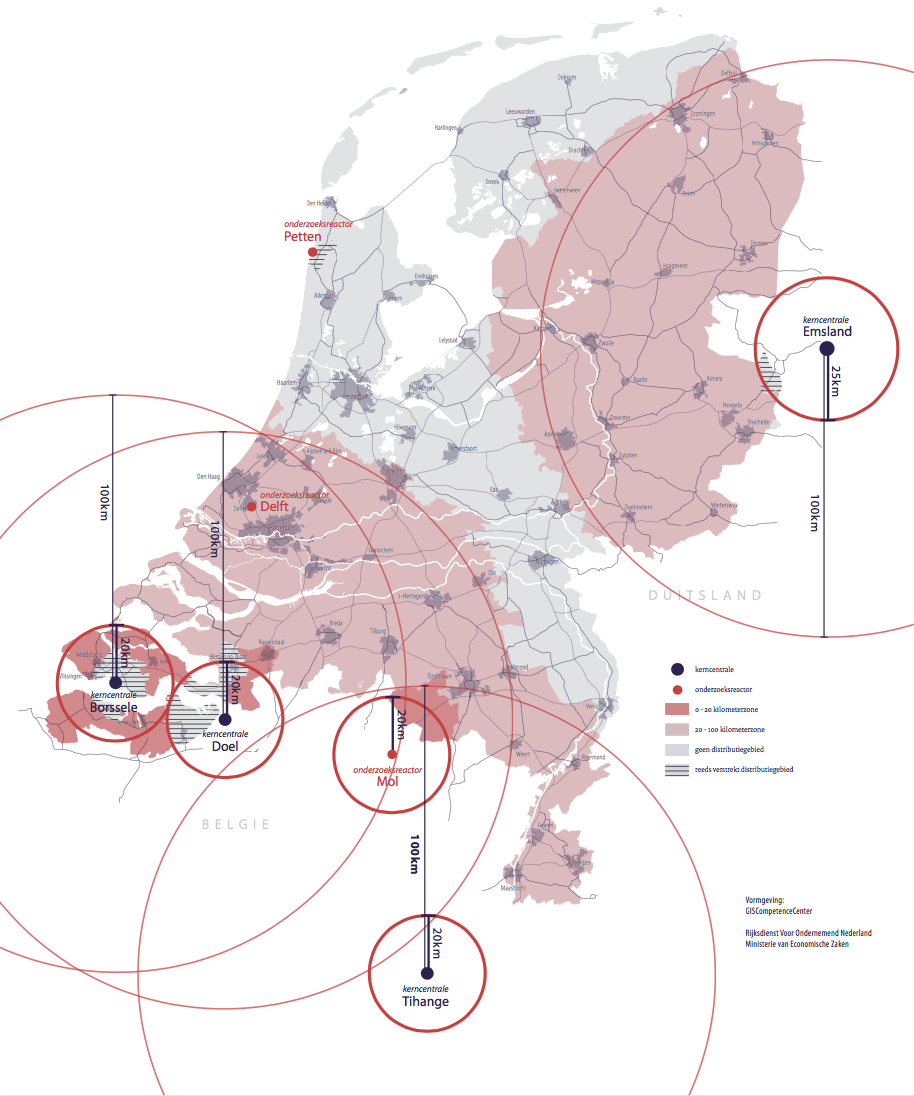
Distributiegebieden jodiumtabletten

In Nederland is er op grond van de Kernenergiewet vergunning verleend aan de volgende vergunninghouders voor hun nucleaire installaties.
Borssele
- de Kerncentrale Borssele (KCB) van de Elektriciteits Produktiemaatschappij Zuid-Nederland
- de Centrale Organisatie voor Radioactief Afval (COVRA)

Delft
- Technische Universiteit Delft met de volgende instituten:
  - het Reactor Instituut Delft (RID) met:
  - de Hoger Onderwijs Reactor (HOR)
  - het DELPHI Consortium en laboratoria

Petten
- Hoge Flux Reactor (HFR)
  - Kew-vergunning tot 18 februari 2005 bij het Gemeenschappelijk Centrum voor Onderzoek (GCO)
  - daarna bij: Nuclear Research and consultancy Group (NRG)
- Lage Flux Reactor (LFR), 2010 gestopt, 2018 ontmanteld en verwijderd, opgeleverd als 'groene weide'.
- Hot Cell Laboratories (HCL), bestaande uit:
  - Research Laboratory (RL)
  - Molybdenum Production Facility (MPF)
  - Decontamination and Waste Treatment (DWT)
  - Waste Storage Facility (WSF) van NRG
- Jaap Goedkoop Laboratorium (NRG)
- Energieonderzoek Centrum Nederland (ECN), in 2018  samengevoegd met de unit Energie van TNO met de naam 'ECN part of TNO'. In 2020 veranderd in 'EnergieTransitie'.
- Gemeenschappelijk Centrum voor Onderzoek (GCO) van de Europese Unie
- Mallinckrodt Medical, bedrijfsnaam van Curium[2]

Dodewaard
- Gemeenschappelijke Kerncentrale Nederland (GKN), sinds maart 1997 definitief gesloten en inmiddels gedeeltelijk  ontmanteld. De definitieve ontmanteling is gepland vanaf 2045.

Arnhem
- KEMA Suspensie Test Reactor , definitief gesloten, ontmanteling afgelopen in 1993, afbraak beëindigd in 2003.

Wageningen
- Biologisch Agrarische Reactor Nederland , definitief gesloten in 1980, laatste sloping in 2002, volledig ontmanteld in 2009, terrein behoort tot Staatsbosbeheer.

Eindhoven
- ATHENE , definitief gesloten sinds mei 1973, ontmanteld, genomineerd voor sloop.

Almelo
- Verrijkingsinstallaties van URENCO Nederland